# Ребіжанти
Ребіжанти (пол. Rebizanty) — колишня місцевість у Польщі, в Люблінському воєводстві Томашівського повіту, ґміни Сусець. З 2001 року входить до складу села Гута Шуми.

## Історія
Первісним населенням були русини-лемки, які компактно проживали на своїх історичних землях.